# 阿里普阿南河

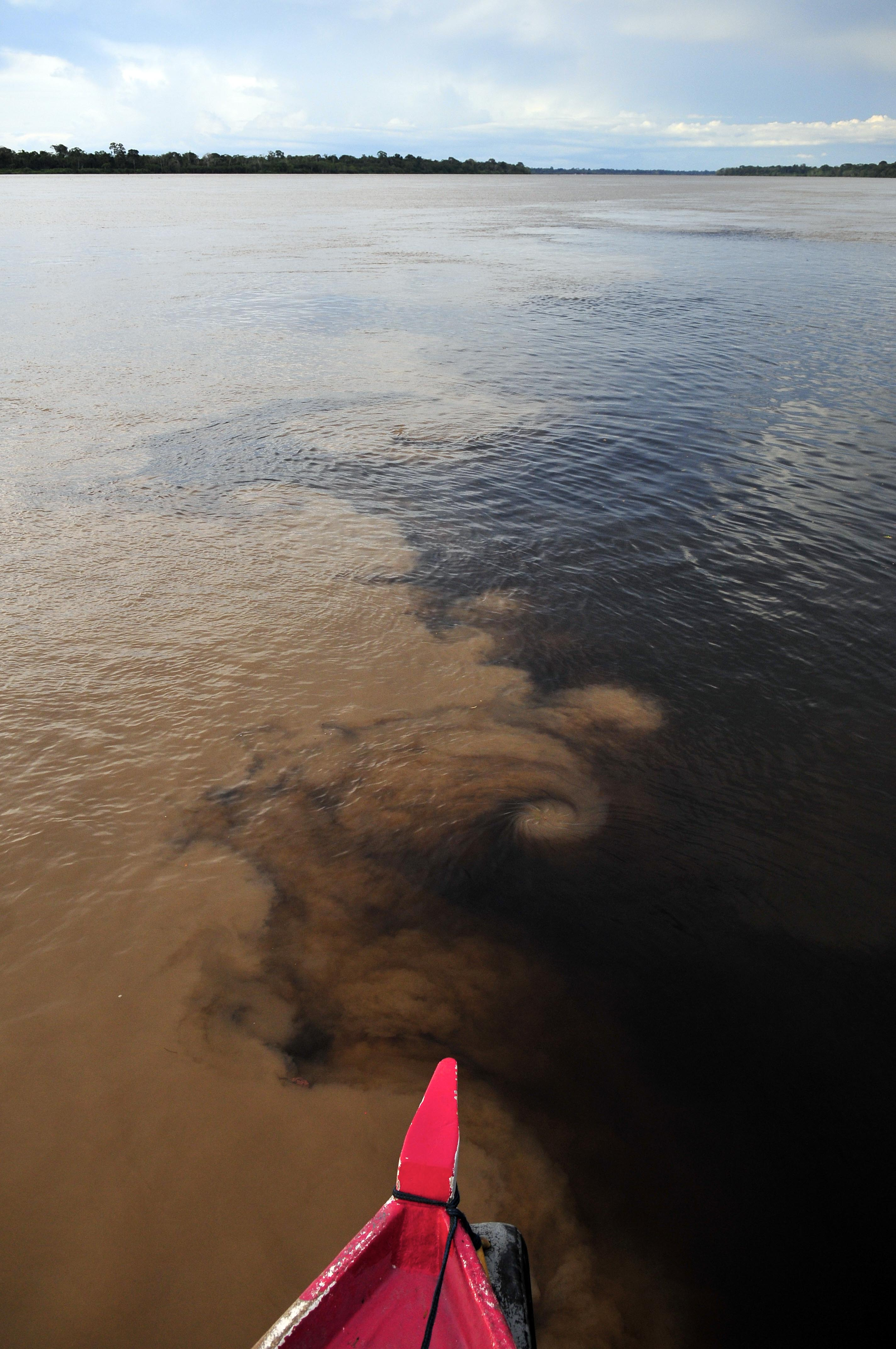
阿里普阿南河

阿里普阿南河（葡萄牙語：Rio Aripuanã）是巴西的河流，位於該國西北部，流經亞馬遜州和馬托格羅索州，屬於瑪代拉河的支流，新阿里普阿南處於匯流處，河道全長870公里。